# Racécourt
Racécourt é uma comuna francesa na região administrativa do Grande Leste, no departamento de Vosges. Estende-se por uma área de 7.23 km². Em 2010 a comuna tinha 175 habitantes (densidade: 24,2 hab./km²).